# Coronaviridae
Coronaviridae là một họ virus trong bộ  Nidovirales. Một số loài của chúng gây ra các bệnh rất khác nhau ở các động vật có xương sống khác nhau như động vật có vú, chim và cá. Virus corona có tính biến đổi cao về mặt di truyền và một số loài vi rút riêng lẻ đồng gia huy lây nhiễm nhiều loài vật chủ bằng cách vượt qua hàng rào loài ngăn cản. Việc vượt chuyển như vậy đã dẫn đến truyền nhiễm ở con người, trong số đó có virus SARS (SARS-CoV) - tác nhân gây ra dịch SARS 2002–2003 – và virus MERS (MERS-CoV), gây ra dịch MERS xuất hiện vào năm 2012.
Một bệnh viêm phổi cấp tính được quan sát tại thành phố Vũ Hán của Trung Quốc vào khoảng cuối năm 2019, đầu năm 2020 đã được xác định là do một loại virus corona mới chưa được biết đến trước đó, nay đã được đặt tên chính thức là virus SARS 2 (SARS-CoV-2).
Các loài coronavirus ở người đặc biệt quan trọng là mầm bệnh gây ra nhiễm trùng đường hô hấp nhẹ (cảm lạnh) đến hội chứng hô hấp cấp tính nặng.